# 圣玛尔定圣尼各老主教座堂 (比得哥什)

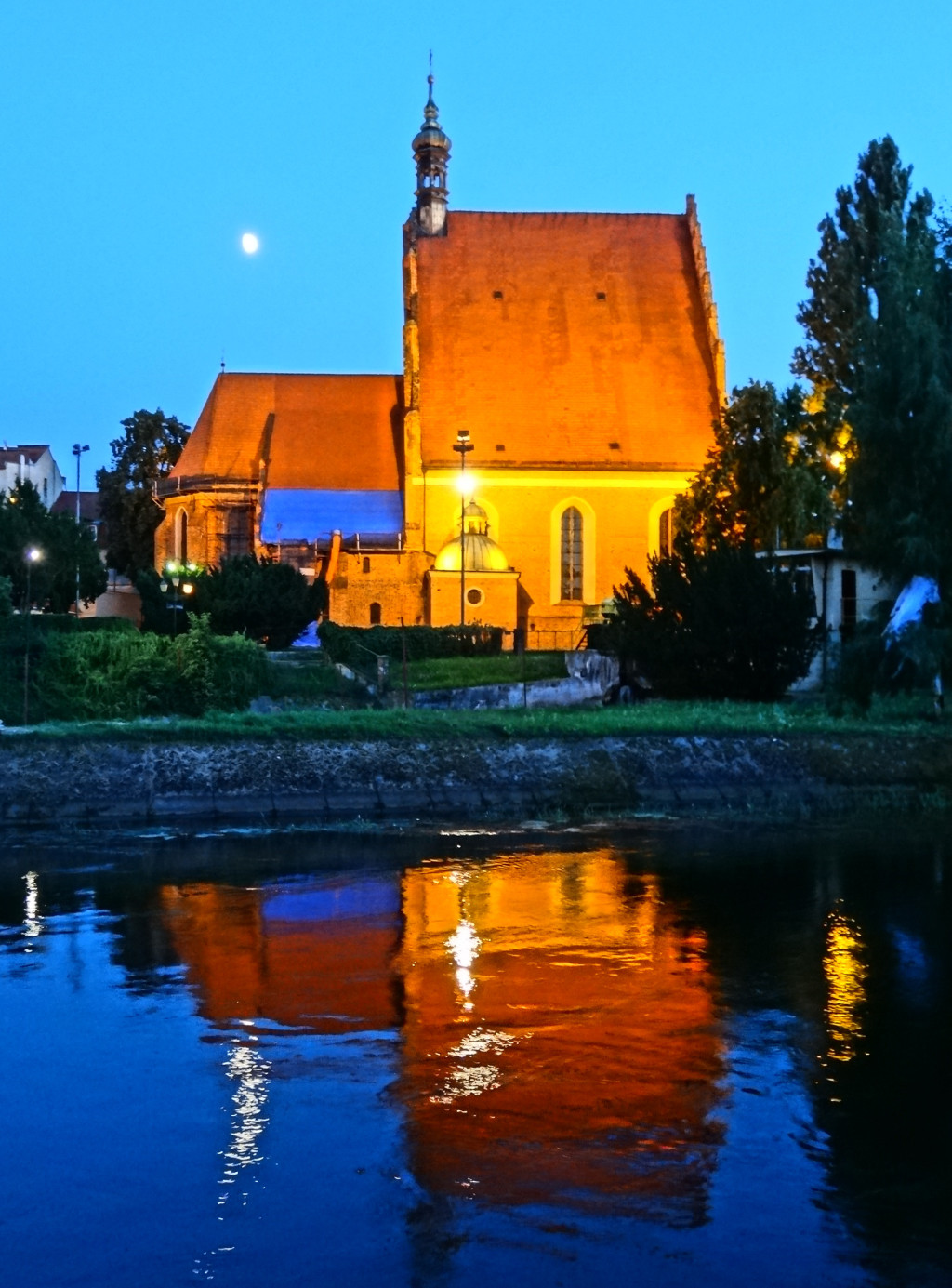

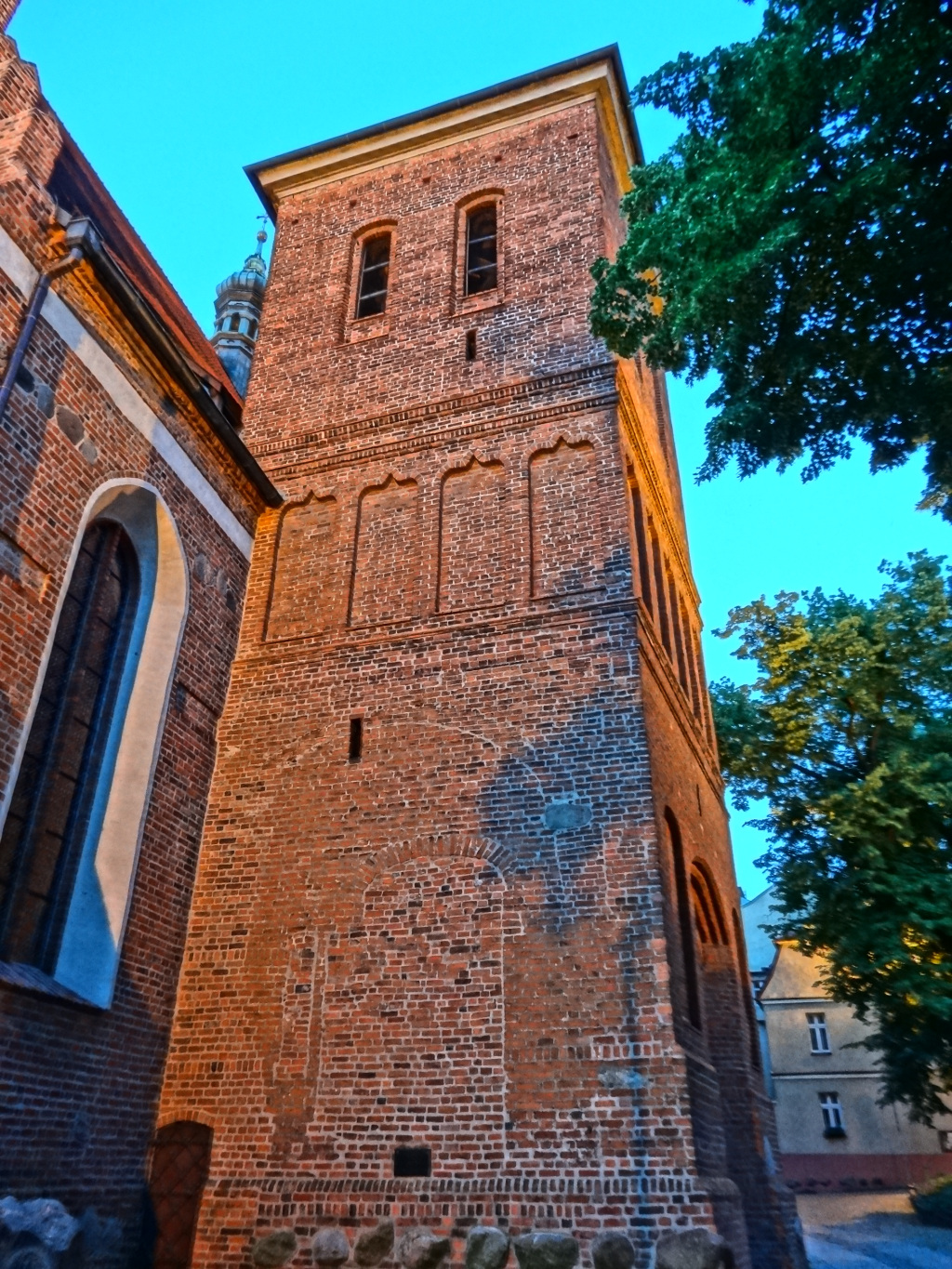

比得哥什圣玛尔定和圣尼各老主教座堂（Katedra św. Marcina i Mikołaja w Bydgoszczy）是天主教比得哥什教区（2004年成立）的主教座堂，建于15世纪的哥特式建筑，供奉都尔的圣玛尔定和圣尼各老。它位于波兰比得哥什，完美地融入了比得哥什河滨城市的氛围。教友人数1800人。
堂内有两幅著名的圣母像：玫瑰圣母（1467）和加尔默罗山圣母（1700）。